# Oreophrynella
Genre
Synonymes
- Oreophryne Boulenger, 1895 nec Boettger 1895

Oreophrynella est un genre d'amphibiens de la famille des Bufonidae.

## Répartition
Les neuf espèces de ce genre sont endémiques des tepuys au Venezuela et au Guyana.

## Liste des espèces
Selon Amphibian Species of the World (16 avril 2013) :
- Oreophrynella cryptica Señaris, 1995
- Oreophrynella dendronastes Lathrop & MacCulloch, 2007
- Oreophrynella huberi Diego-Aransay & Gorzula, 1990
- Oreophrynella macconnelli Boulenger, 1900
- Oreophrynella nigra Señaris, Ayarzagüena & Gorzula, 1994
- Oreophrynella quelchii Boulenger, 1895
- Oreophrynella seegobini Kok, 2009
- Oreophrynella vasquezi Señaris, Ayarzagüena & Gorzula, 1994
- Oreophrynella weiassipuensis Señaris, Do Nascimiento & Villarreal, 2005

## Publications originales
- Boulenger, 1895 : Description of a new batrachian (Oreophryne quelchii) discovered by Messrs. J. J. Quelch and F. McConnell on the summit of Mt. Roraima. Annals and Magazine of Natural History, ser. 6, vol. 15, p. 521–522 (texte intégral).
- Boulenger, 1895 : Correction to p. 521 (Annals, June 1895). Annals and Magazine of Natural History, ser. 6, vol. 16, p. 125 (texte intégral).